# Guggenheim Hermitage Museum
Het Guggenheim Hermitage Museum was een museum in The Venetian in de stad Las Vegas in de Verenigde Staten, een van 's werelds grootste hotels. Het museum werd ontworpen door de Nederlandse architect Rem Koolhaas en was geopend van 7 oktober 2001 tot 11 mei 2008.

## Geschiedenis
Het museum is ontstaan uit een overeenkomst tussen de Hermitage in Sint-Petersburg (Rusland) en de Solomon R. Guggenheim Foundation. Het werd in oktober 2001 geopend en heeft sindsdien nog enkele uitbreidingen ondergaan.

## Exposities
De openingstentoonstelling van het Guggenheim Hermitage Museum was The Art of the Motorcycle. Deze collectie van 130 motoren was eerder tentoongesteld in the Solomon R. Guggenheim Museum in New York. In de zeven jaar die daarop volgden werden er in totaal tien grote exposities samengesteld, die werk bevatten van onder ander Lichtenstein, Picasso, Rubens, Degas, Miró, Kandinsky en Modigliani.

## Sluiting
Op 9 februari 2008 maakte de Solomon R. Guggenheim Foundation bekend dat het museum na zeven jaar zou sluiten. Het gerucht dat het museum zijn deuren zou sluiten werd eerder dat jaar bevestigd toen Thomas Krens, de toenmalige directeur van de Solomon R. Guggenheim Foundation, zijn functie neerlegde. Hij was de man achter de vele internationale uitbreidingen van het Guggenheim, inclusief het Guggenheim Hermitage Museum in Las Vegas.

## Guggenheim Hermitage Museum Vilnius
In 2011 zou er in Vilnius, Litouwen een nieuw Guggenheim Hermitage Museum geopend worden. De architect Zaha Hadid werd in april 2008 aangesteld als de maker van het winnende design voor een nieuw museum en cultureel centrum in Vilnius. Het nieuwe museum zou internationale kunst huisvesten uit de collecties van zowel het Solomon R. Guggenheim Foundation uit New York en het State Hermitage Museum uit St. Petersburg. Het project werd in de jaren daarna meerdere keren uitgesteld. Uiteindelijk eindigde het Vilnius Guggenheim Initiative na beschuldigingen van corruptie.